# Charles Talbot (1. baron Talbot)
Charles Talbot, 1. baron Talbot (ur. 21 grudnia 1685, zm. 14 lutego 1737) – brytyjski prawnik i polityk.
Był najstarszym synem biskupa Durham Williama Talbota i Catherine King. Wykształcenie odebrał w Eton College oraz w Oriel College na Uniwersytecie Oksfordzkim. W 1704 r. został członkiem All Souls College. W 1704 r. rozpoczął praktykę adwokacką, a w 1717 r. został radcą generalnym księcia Walii Jerzego.
W 1720 r. został wybrany do Izby Gmin jako reprezentant okręgu Tregony. W 1722 r. zmienił okręg na Durham. W 1726 r. otrzymał stanowisko radcy generalnego Anglii i Walii. W 1733 r. został lordem kanclerzem. Został również kreowany baronem Talbot i zasiadł w Izbie Lordów. Zmarł podczas sprawowania urzędu w 1737 r.
Lord Talbot był żonaty z Cecil Matthews. Miał z nią trzech synów. Najstarszy, William, odziedziczył tytuł barona Talbot. Bratanek Williama, John, zostanie później kreowany hrabią Talbot.